# 常楽寺 (福島県会津美里町)
常楽寺（じょうらくじ）は福島県大沼郡会津美里町にある曹洞宗の寺院。山号は延命山。

## 歴史
建長元年（1249年）、美濃国からやってきた僧・常延によって建立された。永禄年間（1558年 - 1570年）の頃は三十貫の寺領を有するなど勢力のある寺院だったが、やがて衰退して天正年間（1573年 - 1579年）には無住となり、更に安置していた仏像を失って一旦は廃堂になったという.。寛文年間（1661年 - 1673年）に尊益によって再興された。
十一面観音を安置する観音堂は会津三十三観音の25番札所・領家観音（りょうけかんのん）として信仰を集める。現在の観音堂は天保2年（1831年）に再建されたもの。